# Rage Racer
Ne doit pas être confondu avec Rave Racer.
Rage Racer (レイジレーサー) est un jeu vidéo de course développé et édité par Namco, sorti au Japon le 3 décembre 1996, en Amérique du Nord en 1997 et en Europe en juin 1997 sur PlayStation. C'est le troisième jeu de la série Ridge Racer. Rage Racer est le premier jeu de la série à posséder une introduction en images de synthèse ; c'est dans celle-ci qu'apparaît pour la première fois Reiko Nagase, la représentante de la série.

## Système de jeu
Rage Racer se distingue de ses prédécesseurs sur PlayStation par son approche visuelle plus réaliste, et des couleurs plus sombres et ternes. En cela, le jeu suit le même chemin que Rave Racer, autre jeu de la série sorti sur borne d'arcade. Pour la première fois dans la série Ridge Racer, le jeu introduit un mode carrière ; en remportant des courses dans ce mode, le joueur gagne des crédits qui lui permettent d'améliorer ses véhicules, ou d'en acheter de nouveaux.

## Accueil

### Ventes
Selon PlayStation Magazine, 1,47 million d'exemplaires de Rage Racer s'étaient écoulés en janvier 1999.